# Kościół św. Mikołaja w Rudnie
Kościół św. Mikołaja – drewniany kościół, który znajdował się w Rudnie od XV wieku, został zniszczony przez huragan w 1921 roku i rozebrany w 1922 roku; w miejscu drewnianej świątyni wybudowano kościół murowany pod tym samym wezwaniem.

## Historia
Kościół powstał prawdopodobnie w II poł. XV wieku. W 1454 roku był rozbudowany. Po 1500 roku dobudowano wieżę. W 1501 roku zmieniono dach. Świątynię rozbudowano w 1520 roku. W czasie rozbudowy w 1530 roku dobudowano niewielkie nawki boczne oraz zmieniono stropy. Prezbiterium dobudowano w 1555 roku. Jeszcze w 1550 roku był remontowany, ale spłonął częściowo w 1552 roku w wyniku podpalenia. Po 1560 roku był kościołem parafialnym. Odbudowano go w latach 1611-1615. Sygnaturkę zdemontowano. W 1700 roku wymieniono dach i stropy. Po 1720 roku otoczono cmentarz przykościelny murem. Po III rozbiorze Polski do 1900 roku zamieniono go na zbór kalwiński, a od 1853 był protestancki. W 1900 roku powrócił jako katolicki kościół św. Mikołaja. Od odzyskania przez Polskę niepodległości pierwszy raz od 123 lat niewoli odprawiono mszę w języku polskim. 
Kościół postawiony był w konstrukcji zrębowej, a wieża w konstrukcji słupowej. Dachy nad nawą i prezbiterium były dwuspadowe, kryte gontem. Hełm wieńczący wieżę był barokowy, ośmioboczny z przeźroczem.
Uszkodzoną w wyniku huraganu w 1921 roku świątynię rozebrano w marcu 1922 roku. Wówczas w kwietniu tego samego roku rozpoczęto budowę nowej świątyni pod tym samym wezwaniem.